# Middleburg (Flórida)
Middleburg é uma Região censo-designada localizada no estado americano de Flórida, no Condado de Clay.

## Demografia
Segundo o censo americano de 2000, a sua população era de 10.338 habitantes.

## Geografia
De acordo com o United States Census Bureau, a região tem uma área de 47,4 km². Middleburg localiza-se a aproximadamente 10 m acima do nível do mar.

## Localidades na vizinhança
O diagrama seguinte representa as localidades num raio de 24 km ao redor de Middleburg.